# Магдебургский собор
Магдебургский собор (нем. Magdeburger Dom, полное наименование Dom zu Magdeburg St. Mauritius und Katharina) — посвящённый свв. Маврикию и Екатерине Александрийской кафедральный собор Евангелической церкви Центральной Германии в немецком городе Магдебург в федеральной земле Саксония-Анхальт.
Собор является местом погребения первого императора Священной Римской империи Оттона I Великого, и считается одним из старейших готических храмов на территории современной Германии.

## Исторический очерк
Монастырь св. Маврикия, на месте которого возведено здание собора, был основан в 937 году императором Отто I, и в 946 году там была похоронена его жена Эдит. В связи с этим в 950-е годы Отто I стал стремиться основать архиепископство с кафедрой в Магдебурге (решение было принято на Равеннском синоде 967 года), и в то же самое время начались работы по перестройке монастырской церкви с целью превращения её в имперский собор. При этом по желанию императора для строительства были использованы античные колонны, специально для этой цели доставленные из Италии, а из Фульдского аббатства привезён роскошный евангелиарий, так называемый Кодекс Видукинда (лат. Codex Wittekindeus). Скончавшийся в 973 году Отто I также был похоронен в соборе.
20 апреля 1207 года большая часть Магдебурга была уничтожена крупным пожаром; среди прочего сильно пострадали собор, примыкающая к нему с севера церковь и императорский дворец. Архиепископ Альбрехт I фон Кефернбург повелел снести руины старого собора (временно собором стала церковь Богоматери монастыря премонстрантов), и в сентябре того же года было заложено новое церковное здание, при строительстве которого были использованы колонны и прочий материал предшествующей постройки.
Ряд исследователей предполагает, что идея строительства нового здания собора в тогда ещё новом готическим стиле восходит к архиепископу Альбрехту, получившему образование во Франции, однако однозначных доказательств этой теории нет. С архитектурной точки зрения собор, в действительности, представляет собой переходную ступень от романской к раннеготической архитектуре: так, нижняя часть здания имеет ещё очевидно романские черты, и лишь его верхняя часть исполнена в стиле готики. Необычно также, что новый собор оказался — по отношению к предшествующим постройкам — «сдвинутым» на несколько градусов по своей центральной оси, что, вероятно, объясняется его ориентацией на могилу Отто I. Во время строительства, прерванного около 1274 года (скорее всего, по финансовым соображениям), было также решено возвести собор более высоким, чем это предполагалось изначально. Центральный неф, законченный в начале 60-х годов XIV века, был освящён в 1363 году; вестверк с двумя характерными башнями был завершён лишь во второй половине XV — начале XVI веков.
В период Реформации Магдебург был одним из центров протестантизма, не в последнюю очередь из-за слишком активных усилий архиепископа Альбрехта Бранденбургского по торговле индульгенциями. После его смерти в 1545 году собор оказался в течение 20 лет закрыт, и с 1567 года использовался для евангелических богослужений.
В Тридцатилетней войне Магдебург был в мае 1631 года взят штурмом армией Тилли и Паппенхайма, и почти полностью разрушен, при этом здание собора стало последним убежищем для нескольких тысяч жителей города. И уже 25 мая здесь снова была проведена католическая церковная служба.
С заключением Вестфальского мира последовала секуляризация магдебургского архиепископства, имущество и владения которого были объединены в герцогство Магдебург, отошедшее Бранденбург-Пруссии. В этот период собор продолжал использоваться в качестве главной протестантской церкви города.
В 1806 году, с передачей Магдебурга Наполеону, собор был вновь закрыт для богослужений, и служил французской армии в качестве склада и лошадиного стойла.
По окончании наполеоновских войн и возвращении города Пруссии, собор был отреставрирован по указанию Фридриха Вильгельма III в период между 1826 и 1834 годами.
Получивший серьёзные повреждения в ходе Второй мировой войны магдебургский собор был восстановлен и заново освящён 22 сентября 1955 года.
Осенью 1989 года собор стал одним из центральных пунктов массовых мирных демонстраций, охвативших практически всю территорию ГДР, приведших, в конечном итоге, к воссоединению Германии.
С 2006 года в соборе проводятся археологические изыскания, в ходе которых в предполагаемом кенотафе королевы Эдит в цинковом гробу были обнаружены её останки.
В настоящее время Магдебургский собор является не только кафедральной церковью Евангелической церкви Средней Германии, но и одной из главных достопримечательностей города Магдебург, ежегодно привлекающей более чем 100 000 посетителей со всего мира.

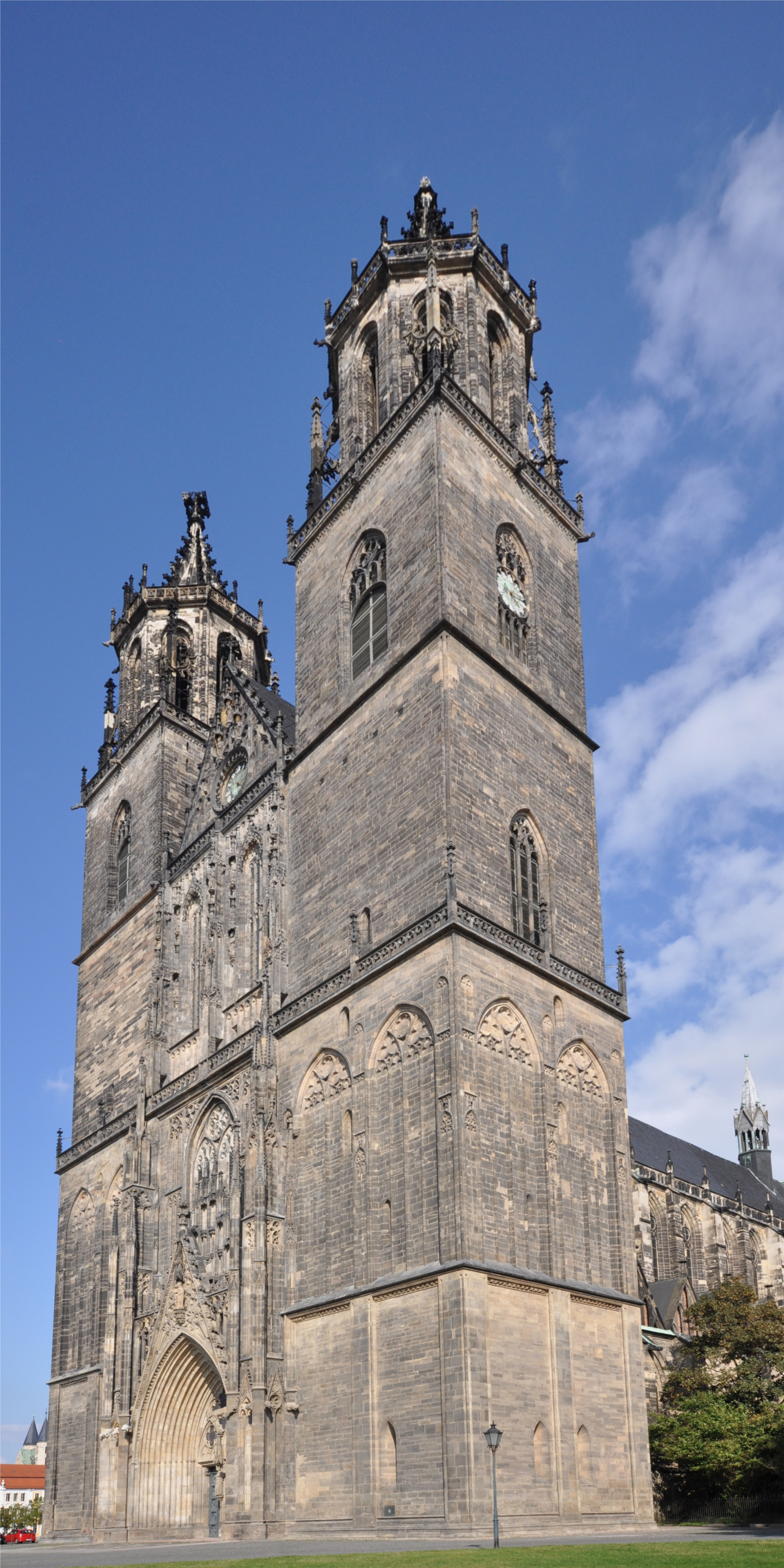
Восточный фасад собора
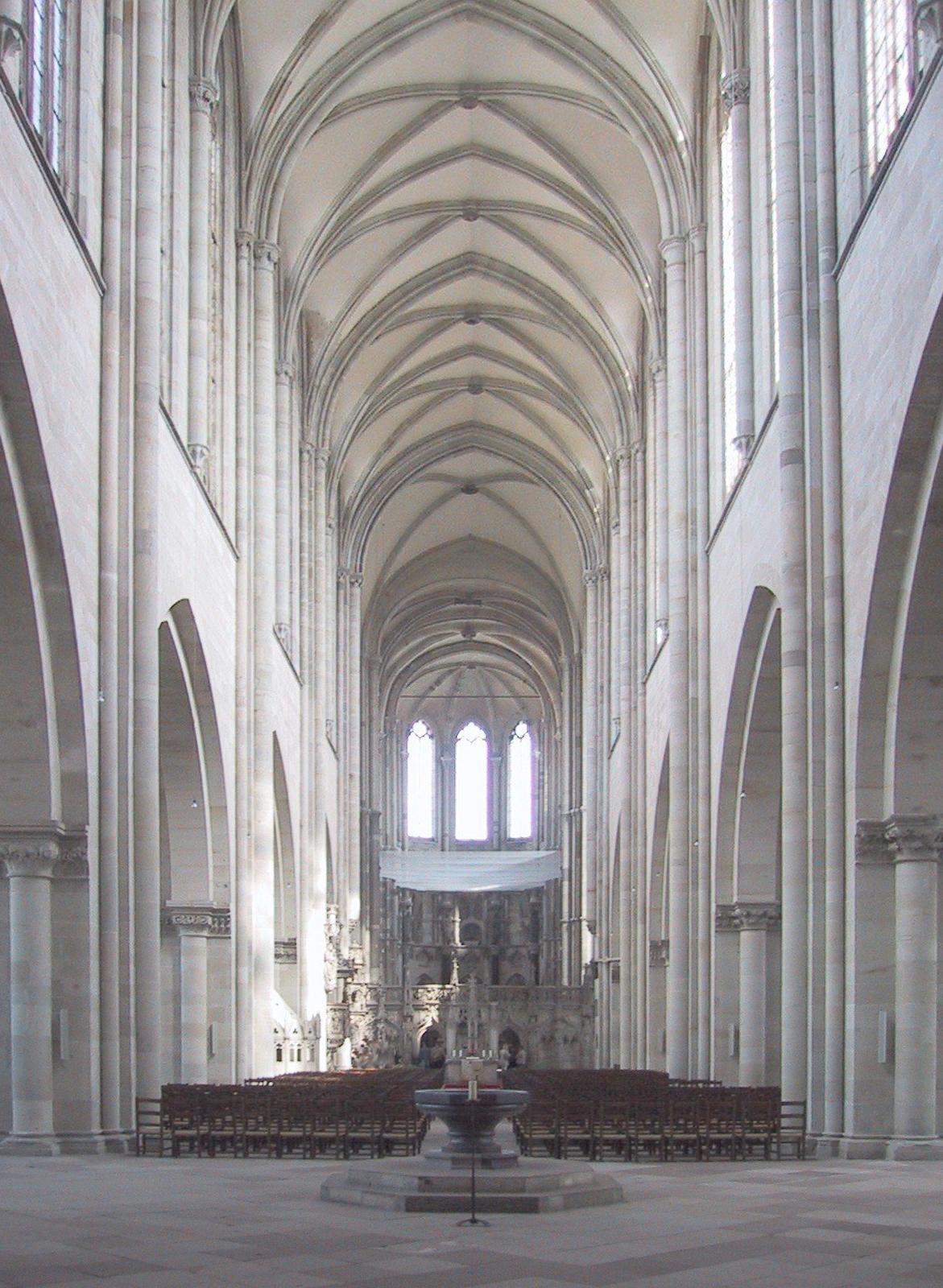
Общий вид центрального нефа
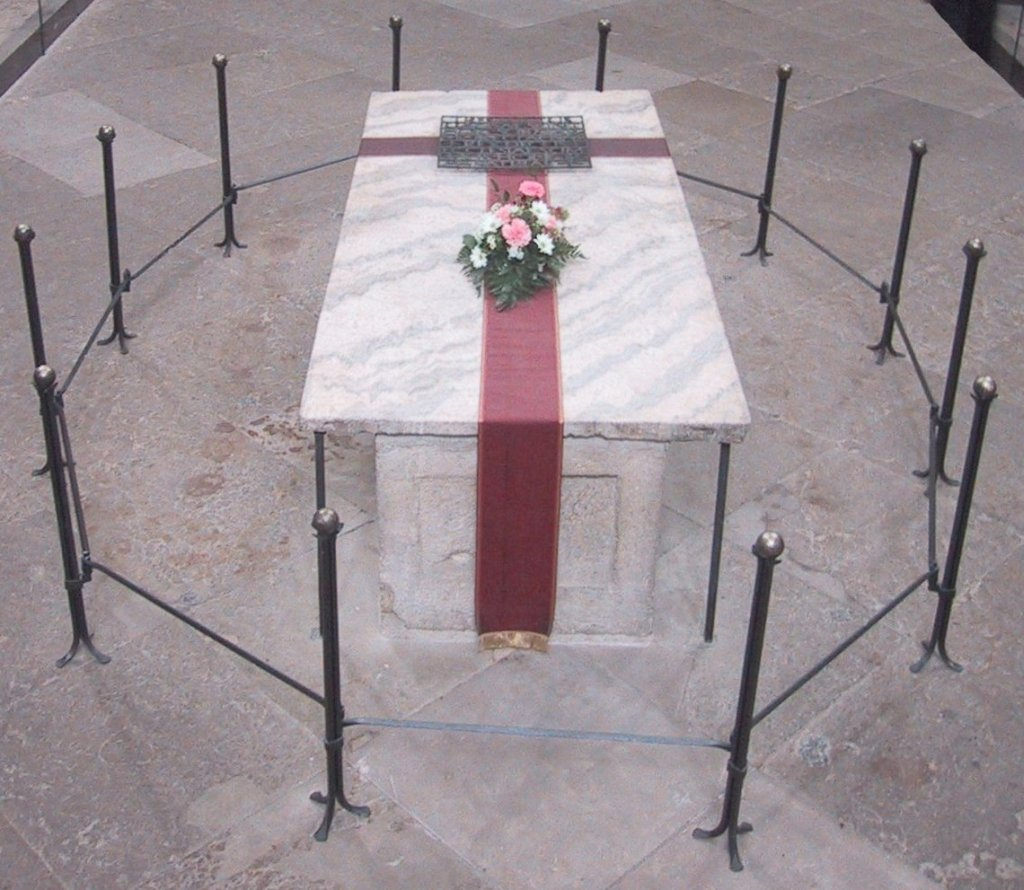
Надгробие Отто I
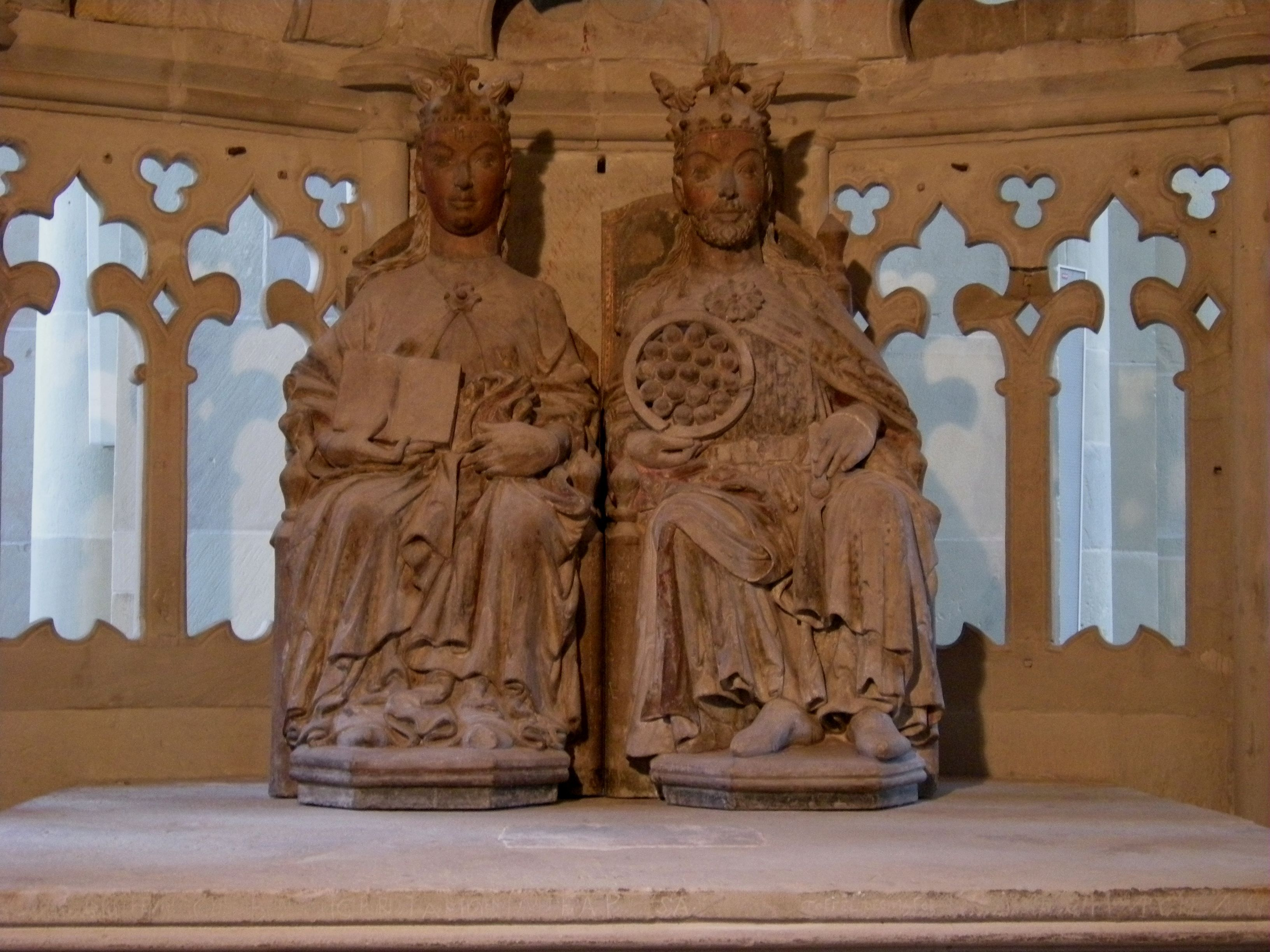
Скульптуры Отто I и Эдит Английской
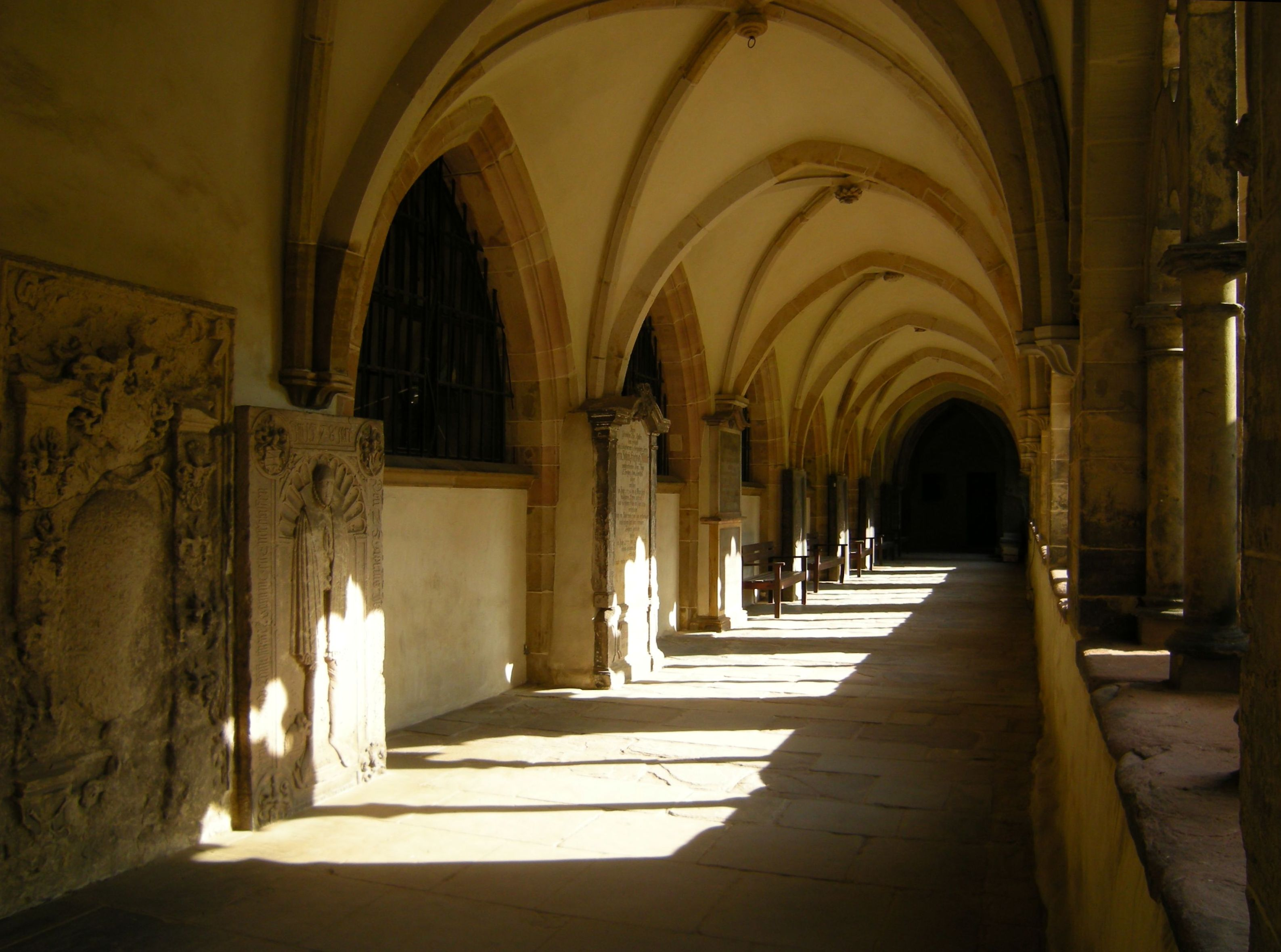
Клуатр бывшего монастыря св. Маврикия